# Бързолет на Хорус
Бързолетът на Хорус (Apus horus) е вид птица от семейство Бързолетови (Apodidae).

## Разпространение и местообитание
Разпространен е в Ангола, Ботсвана, Бурунди, Габон, Етиопия, Замбия, Зимбабве, Камерун, Кения, Република Конго, Демократична република Конго, Лесото, Малави, Мозамбик, Намибия, Нигерия, Руанда, Свазиленд, Судан, Танзания, Уганда и Южна Африка.